# Château de Wiener Neustadt
Le château de Wiener Neustadt est un château autrichien situé à 50 km au sud de Vienne. Il est connu pour être depuis 1752 le siège de l'Académie militaire thérésienne.

## Histoire
Le premier château-fort est bâti vers 1193-1194 en même temps que la muraille encerclant la ville. Ils sont financés grâce à la rançon pour Richard Ier d'Angleterre. Ce château se trouverait au nord-est, mais il n'existe aucune preuve archéologique.
Cependant il devient vite petit. Un autre plus grand est construit sur sa place actuelle sous Léopold VI d'Autriche au début du XIIIe siècle. Comme la zone est marécageuse, on pose d'abord des pieux. Sous Frédéric II, on entoure le château de douves, des murs extérieurs et des tours.
En 1246, a lieu la bataille de la rivière Leitha, à l'est du château, dans laquelle Frédéric II meurt. En 1260, le château est mentionné pour la première fois. Le mur est détruit en 1253 sous Ottokar II de Bohême et de nouveau à la fin du siècle.
Lors d'un tremblement de terre en 1348, le château s'effondre. Un nouveau bâtiment plus grand commence à être élevé à partir de 1378 sous Léopold III de Habsbourg. Sur la terrasse, construite pour recevoir la chapelle funéraire de Léopold IV de Habsbourg, Peter von Pusika fait construire à la demande du duc Ernest la Gottleichnamskapelle et la chapelle Saint-Georges dans l'aile ouest élevé sous Frédéric III du Saint-Empire. Dans de nombreux endroits, on trouve A.E.I.O.U..
Lorsque Frédéric III refuse de laisser sa tutelle à Ladislas Ier de Bohême, une armée de 16 000 hommes se lève. Après des négociations, Frédéric III enlève sa tutelle et fonde l'ordre de Saint-Georges de Carinthie dont il fait du château le siège. Il le sera jusqu'en 1598.
En 1486, commence le siège de Matthias Ier de Hongrie qui va durer deux ans. Après la mort de Matthias, ses troupes sont repoussées du château et de la ville.
Sous Maximilien Ier du Saint-Empire, le château perd son statut de résidence permanente et devient un ermitage. À sa mort, l'empereur se fait enterrer dans la chapelle Saint-Georges, en dépit de la construction de la Hofkirche à Innsbruck.
En 1521, Ferdinand Ier du Saint-Empire vient au château en raison des troubles protestants. Il abrite ensuite le gouvernement et commande la répression sanglante dans Vienne.
D'autres personnes d'importance seront enfermées dans la prison du château comme François II Rákóczi ou Petar Zrinski.
Lors du siège de Vienne en 1529, le château est attaqué mais pas pris. Il n'est pas attaqué durant celui de 1683. Cependant deux incendies en 1608 et 1618 ont causé de grands dégâts.
En 1743, le château est la prison de 1 400 prisonniers de guerre français. Un peu plus tard, une épidémie de peste fait de nombreuses victimes. Le château est fermé durant deux ans pour prévenir de toute contamination. Il est peu utilisé et est bien dégradé.
En 1752, l'académie militaire thérésienne s'installe dans le château. De nombreux travaux sont dirigés par Mathias Gerl.
À la suite d'un violent tremblement de terre en 1768, le bâtiment devient inhabitable. Trois des quatre tours sont détruites. Dans l'aile est, on construit de nouvelles chambres impériales et à la place de la Gottleichnamskapelle, on bâtit un escalier.
Après la fin de la Première Guerre mondiale, l'académie militaire est fermée, mais rouvre en 1934.
Vers la fin de la Seconde Guerre mondiale, en 1945, le château est presque entièrement détruit par les bombes, les incendies et les pillages. Le château a connu un incendie de quatorze jours entre avril et mai 1945. Les ruines sont restaurées dans la forme historique entre 1946 et 1959. L'académie militaire reprend ses activités en 1958.
Le château demeure la propriété de la République d'Autriche.

## Architecture

### Cathédrale Saint-Georges
La cathédrale Saint-George est une église-halle à trois nefs de style gothique tardif. Elle est construite par Peter von Pusica dans les années 1440-1460 sur une première chapelle qui porte le nom d'une femme sainte. Elle donne son nom à l'ordre de Saint-Georges. En 1519, Maximilien Ier s'y fait enterrer.

### Parc de l'académie

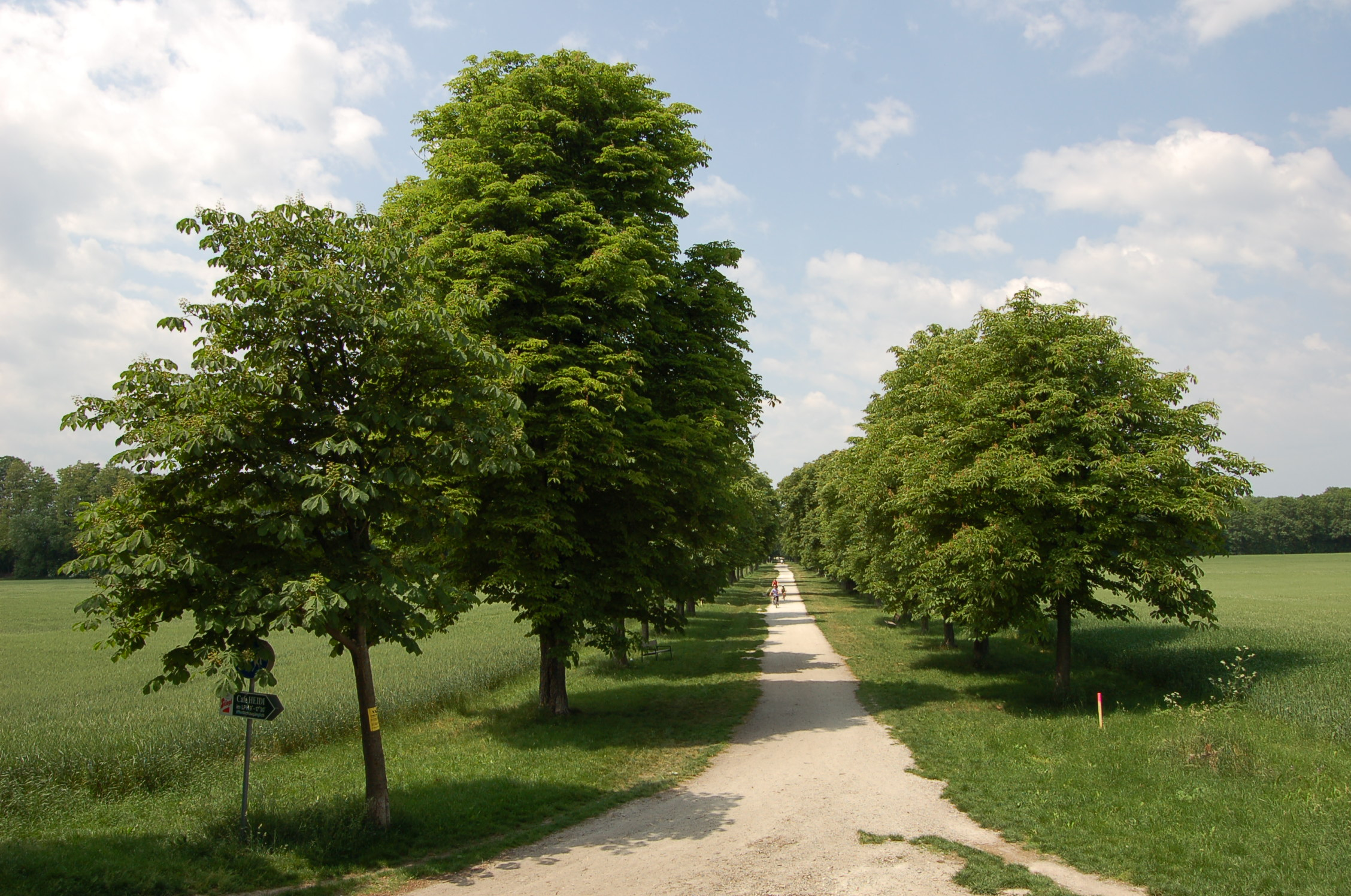
Le parc de l'académie

Zone marécageuse à l'origine entre la Leitha et la ville, elle est drainée sous Frédéric III. Un parc animalier est créé et existe jusqu'en 1751. La zone de 106 hectares est ouverte au public par Marie-Thérèse d'Autriche qui en fait un véritable parc.

## Source, notes et références
- (de) Cet article est partiellement ou en totalité issu de l’article de Wikipédia en allemand intitulé « Burg in Wiener Neustadt » (voir la liste des auteurs).
- Die Burg zu Wiener–Neustadt und ihre Denkwürdigkeiten. Historisch und archäologisch beschrieben von Ferdinand Carl Boeheim, Magistratsbeamten in Wiener–Neustadt. Wien 1834, Gedruckt bei den Edlen von Ghelen`schen Erben, Rauhensteingasse Nr. 927.
- Franz Weller: Die kaiserlichen Burgen und Schlösser in Wort und Bild Aufgrund von Quellenwerken dargestellt Hofburg zu Wien über Augarten, Belvedere, Prater…Gödöllő, Ischl…bis über Miramar sind alle kaiserlichen Schlösser erklärt dagelegt. k.k. Hof-Buchdruckerei, Wien (1880).  (ISBN 0003221717)